# Rubraea bailundensis
Rubraea bailundensis is een vlinder uit de familie van de Nymphalidae. De soort is voor het eerst wetenschappelijk beschreven als Acraea bailunduensis door Fritz Ludwig Otto Wichgraf in een publicatie uit 1918.
De soort komt voor in Congo-Kinshasa (Lualaba) en Angola (Huambo).